# Château de Mouzieys-Panens
Le château de Mouzieys-Panens ou simplement de Mouzieys, est un château situé à Mouzieys-Panens dans le Tarn (France). Passé aux mains du roi de France, des familles de Penne et de Rabastens, il a conservé de son rôle défensif ses grandes façades martiales, maintenant percées de grandes fenêtres.

## Historique

### Origine
Dès son origine, le château comme le village de Mouzyies servent d'avant-poste à la défense de Cordes. L'édifice est sûrement construit au cours du XIIe siècle. Ils dépendent tous deux du comte de Toulouse, Raymond VI.
Ce dernier le donne en apanage à un de ses vassaux, Guillaume de Cadolhe, qui le transmet à sa fille, Laure, femme d'un membre de la famille Alaman. Finalement, c'est le nouveau et dernier comte de Toulouse, Alphonse de Poitiers, qui remplace la dynastie des Raymondins, qui l'obtient. A sa mort, la bâtisse entre dans le domaine royal.

### Penne et Rabastens
Le roi finit par en faire cession à la famille de Penne, qui le conserve jusqu'à sa vente le 29 avril 1502 par Pons de Penne. L'acquéreur se trouve être le chapitre de la cathédrale Sainte-Cécile d’Albi, pour une somme de 5000 livres. L'achat est effectif le 1er mai 1502, mais s'ensuit un grand litige avec Micheline de Penne qui s'oppose la cession. Pour mettre un terme à cela, le chapitre le revend pour 4500 livres, en 1506, au vicomte de Paulin, Bernard de Rabastens.
Néanmoins, Micheline de Penne poursuit son action en justice auprès du Parlement de Toulouse. Appartenant officiellement à la famille de Rabastens, il était occupé de facto par les Penne, auxquels certains droits sont même reconnus le 13 septembre 1532, dur revers pour le vicomte de Paulin. Finalement, celui-ci obtient gain de cause et entre au château le 30 janvier 1566, 60 après son achat.

### Des guerres de Religion à aujourd'hui
Pour un article plus général, voir Guerres de Religion (France).
Lors des guerres de Religion ravageant la région à la fin du XVIe siècle, le château est une place-forte catholique. En 1573, lorsque l'évêque d'Albi, Philippe de Rodolphe, réunit une armée de volontaires catholiques pour chasser les protestants de Varen, une partie d'entre eux sont logés au château. Et en 1587, les troupes protestantes s'en emparent et l'incendient, alors que la seigneurie de Mouzieys est de nouveau propriété du roi.
L'édifice est remanié après cet événement, et une nouvelle fois au cours du XVIIIe siècle.
Dans la seconde moitié du XVIIe siècle, Jean-Baptiste de Monestiés, un prêtre et noble propriétaire, est cité comme résidant au château, qui lui appartient.
Juste avant la Révolution, le baron de Villefranche, Jacques-Victor de Genton en est propriétaire.
L'édifice sert aujourd'hui de mairie au village.

## Architecture

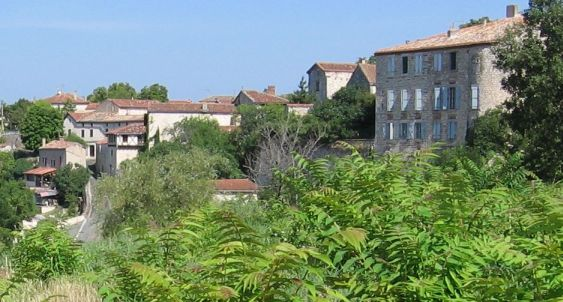
Vue du village avec le château à droite

Le château de Mouzieys est construit au sommet d'une petite colline, avec une rampe d'accès. Celle-ci ouvrait autrefois sur une barbacane aujourd'hui disparue. L'édifice en lui-même est un corps de logis quadrangulaire, flanqué d'une tour ronde arasé au niveau de la toiture dans l'angle sud-est. La façade s'élève sur quatre étages, et est percée de larges fenêtres du XVIIIe siècle, réparties en cinq travées dans les étages du haut et en trois pour le bas.
A l'arrière du château on trouve une petite cour entourée de bâtiments aux fenêtres à meneaux. L'intérieur renferme un bel escalier et des caves aux plafonds voûtés.